# История Мадагаскара
История Мадагаскара ведет своё начало с заселения острова австронезийскими колонистами, продолжается историей заселения острова различными народами, созданием королевства Имерина, колониальным периодом и созданием республики Мадагаскар.

## Заселение острова
Радиоуглеродный анализ костей нелетающих птиц эпиорнисов (Aepyornis) со следами разделки показал, что отметины, оставленные во время разделки птиц каменными орудиями, имеют возраст ок. 10,5 тыс. лет.
По археологическим меркам заселение Мадагаскара произошло сравнительно недавно, он был заселён примерно в 200-х—500-х годах н. э., колонистами из австронезийских народов, добравшимися туда на каноэ. В поддержку данной теории выступают многие параллели между австронезийской культурой и культурой жителей Мадагаскара, например, особый тип каноэ или особый способ выращивания риса, а также близкое родство малагасийского языка с языком населения южной части острова Калимантан и проведённые в начале XXI века генетические исследования. 
Свидетельства колонизации австронезийцами материковой Африки отсутствуют.
Примерно в то же время или несколько позже через Мозамбикский пролив на остров перебрались поселенцы из племён банту. При этом новоприбывшие заняли в основном прибрежные территории, в то время как потомки австронезийцев жили в середине острова. Генетические исследования показали, что смешение австронезийского и африканского населения началось примерно в X веке, вследствие чего и образовалась народность с самоназванием малагаси.
По данным генетиков отделение мадагаскарской популяции от популяций южного Борнео произошло от 3000 до 2000 лет назад, отделение мадагаскарской популяции от популяции южноафриканских банту произошло около 1500 лет назад. При этом индонезийская иммиграция включала как мужчин и женщин, а африканская иммиграция — преимущественно мужчин. Среди Y-хромосомных гаплогрупп малагасийцев африканские линии составляют 70,7 % (A2, E1b1a, E1b1b, E2b), восточноазиатские — 20,7 % (O1, O2). Y-хромосомные гаплогруппы R1a, J2, T1, G2 могут отражать влияние мусульман на Мадагаскаре и Коморских островах, гаплогруппа R1b, характерная для западноевропейцев, встречается у мадагаскарцев с частотой 0,9 %. Среди митохондриальных гаплогрупп африканские линии составляют 42,4 %, восточноазиатские — 50,1 % (20 % митохондриальных линий на Мадагаскаре относятся к гаплогруппе B4a1a1a).
Согласно мифологическим представлениям, первыми обитателями острова были пигмеи-вазимба, ныне известные как микеа. Они являются африканскими переселенцами.

## Попытки арабской колонизации
В VII веке, с прибытием арабов на остров, начинаются письменные упоминания о Мадагаскаре.
Название острову дал известный венецианский путешественник Марко Поло, вскользь упоминавший в своих записках об острове несметных сокровищ, под названием Madeigascar. Большинство современных исследователей считают, что на самом деле речь шла вовсе не об острове, а о нынешней столице государства Сомали — порте Могадишу. Однако после пометки острова на итальянских картах как Мадагаскар, название прижилось и с тех пор не менялось.
Несмотря на широкое влияние мусульманской культуры на острове, ислам на Мадагаскаре не прижился. Однако некоторые признаки арабского влияния, такие как патриархат и календарные названия дней, месяцев и сезонов, всё же существуют и по сей день.

## Открытие острова европейцами
О существовании большого острова близ юго-восточного побережья Африки первыми из европейцев, скорее всего, узнали португальцы из донесения Перу да Ковильяна, путешественника и разведчика, который, в свою очередь, получил эту информацию от арабских торговцев. Первое посещение Мадагаскара европейцем произошло в 1500 году, когда судно португальского мореплавателя Диогу Диаша, направлявшегося в Индию, отклонилось от курса и пристало к острову.
В свете важного географического положения Мадагаскара для торговцев пряностями, огибавших всю Африку, на острове пытались установить свои форпосты Франция и Британия. В частности, в середине XVII века на юге острова существовала французская колония Форт-Дофин во главе с адмиралом Флакуром. Однако негостеприимный климат и воинственные аборигены раз за разом вынуждали колонизаторов ретироваться с острова. Прибежище для пиратов, на всем протяжении XVIII века Мадагаскар редко навещался колониальными властями, и французы сохранили за собой лишь несколько прибрежных укрепленных пунктов, где закупали быков, рис и рабов.
В 1724 году экспедицию для завоевания Мадагаскара готовила Российская империя (император Пётр I собирался предложить пиратам российское подданство), однако она не состоялась.

## Пираты на Мадагаскаре
В XVII веке важное географическое положение острова и практическое отсутствие колониальных властей сделали Мадагаскар тем, чем он прославился на всю Европу — раем для пиратов и работорговцев. Множество знаменитых пиратов, таких как Уильям Кидд, Роберт Друри, Джон Боуэн и др. могли назвать Мадагаскар своей второй родиной. Купцов грабили и на пути в Индию (золото, серебро, ткани), и обратно (специи, ювелирные изделия, шёлк). Аборигены острова, весьма воинственные племена, использовали последние европейские достижения для ведения междоусобных войн, и впоследствии продавали пленников работорговцам. Иногда, если пленников взять не удавалось, вожди продавали собственных подданных. В 1766 году у берегов этого острова на голландском гукоре «Мермин» вспыхнуло восстание, в результате чего рабы обрели свободу, а судно было потеряно.

## «Король»-авантюрист
В 1772 году авантюрист словацкого происхождения Мориц Бенёвский встретился с Людовиком XV, который поддержал его план освоения африканского острова, расположенного вблизи важных морских путей. Заручившись поддержкой французов, он в феврале 1774 года высадился на Мадагаскаре, сопровождаемый командой из 21 офицера и 237 моряков. Не встретив серьёзного сопротивления, они приступили к постройке «столицы» острова — города Луибур. В 1776 году, 1 октября, вожди местных племён избрали Бенёвского королём.
Состоя в должности губернатора Мадагаскара, Мориц Бенёвский был просто очарован этим райским уголком; он установил дружественные отношения с местными племенами. После начала формирования туземного ополчения он, со свойственной ему непосредственностью, даже начал подумывать об образовании здесь независимого государства.
Растущая самостоятельность словака встревожила французских наместников близлежащих островов Маврикия и Реюньона, которые завалили Версаль депешами самого неблагоприятного для Бенёвского содержания.
Вследствие такого оборота событий помощь из Франции перестала поступать. В лагере Бенёвского свирепствовали тропические болезни; число европейцев под его начальством сократилось до 63. Это вынудило его свернуть свою деятельность и вернуться в Париж.

## Имерина
В начале XIX века горное государство Мерина, жившее в культурной изоляции от остального Мадагаскара, предприняло успешную попытку экспансии на весь остров. В 1818 году Радама I был объявлен королём Мадагаскара. Его династия правила островом до 1896 года, когда последний мадагаскарский монарх был свергнут французскими войсками, которые вторглись на Мадагаскар ещё в 1883 году.

## Колониальный период
Путём договоров с туземными вождями французы в 1841 году получили Носси-Бе и несколько соседних островков.
Отклонение предложения признать французский протекторат над восточным берегом Мадагаскара привело в 1883 году к враждебным действиям, продолжавшимся без особых успехов со стороны французов до февраля 1886 года. По мирному договору внешние дела были поставлены под управление французского резидента, между тем как внутренние дела всецело предоставлены были королеве Мадагаскара; французам уступлена была гавань Диего-Суарец.
В 1890 году французский протекторат был признан Великобританией, в обмен на признание французами британского протектората нынешней Танзании (тогда Танганьика и Занзибар).
В 1895 году французский генерал Дюшен занимает Антананариву, вынудив власти к договору о протекторате, однако в ответ на острове началось восстание меналамба. В результате начавшейся Второй франко-малагасийской войны в 1897 году французы окончательно упразднили туземную монархию, отстранив от власти королеву Ранавалуну III; она и премьер-министр Райнилайаривуни были высланы на остров Реюньон и впоследствии в Алжир, где оба они умерли в ссылке. 
В 1913 году группа студентов медицинской школы в Антананариву, в том числе Жозеф Равуаханги, основали первую на Мадагаскаре националистическую организацию — тайное общество «Ви, вату, сакелика».
После поражения Франции от нацистской Германии в 1940 году остров стал подконтролен режиму Виши, однако в ходе Мадагаскарской операции остров заняли британские войска с целью предотвращения японского завоевания. Германия имела на остров свои виды: планировалось переселить сюда 4 миллиона евреев из Европы.
После передачи Мадагаскара голлистским властям Франции в 1943 году на острове начались волнения, которые вылились в восстание за независимость 1947 года. Восстание было подавлено, однако французское правительство освободило колонию из-под своего непосредственного управления в 1958 году.
14 октября 1958 года была провозглашена Автономная Малагасийская Республика под французским протекторатом.

## Период независимости
26 июня 1960 года на территории острова была провозглашена независимая Малагасийская Республика. Страну возглавила социал-демократическая партия во главе с Филибером Цирананой.
В мае 1972 года в столице страны начались волнения среди студентов, которые сдетонировали политический кризис. Президент передал власть военным во главе с генералом Рамананцуа.
31 декабря 1974 года группа военных предприняла попытку свергнуть генерала Рамананцуа. Однако генерал вскоре был отстранён от власти своими соратниками. Новый президент Рацимандрава был убит спустя три дня, 27 января 1975 года. Власть перешла в руки военной директории. Весной в стране прошли громкие процессы против заговорщиков. В 1975 страна сменила название на Демократическую Республику Мадагаскар, страна под руководством Дидье Рацирака взяла курс на построение социализма. Укрепляются связи с СССР. Из страны были выведены французские войска.
Перестройка в СССР привела к аналогичным процессам на Мадагаскаре. В 1990 восстановлена многопартийность. В 1991 году расстреляна антиправительственная демонстрация. В 1992 новым президентом страны становится Альберт Зафи: в стране начался процесс демократизации и рыночные реформы.
2009 год начался на Мадагаскаре с акций протеста.
31 января на антиправительственном митинге мэр столицы Андри Радзуэлина провозгласил себя главой государства. 9 марта группа военных подняла мятеж на центральной военной базе Соаниерана в знак протеста против жестокого подавления антиправительственных выступлений. 13 марта танки мятежников вошли в столицу страны. 16 марта мятежники захватили президентский дворец Амбухицурухитра в центре столицы. Президент Марк Равалуманана избежал ареста, укрывшись в загородной резиденции Иавулуха в 20 км от города. 17 марта он передал власть военным, а те — лидеру оппозиции и мэру столицы Андри Радзуэлина. На следующий день конституционный суд признал законной передачу власти, и 22 марта Радзуэлина принял присягу президента. Ряд стран, в том числе США, осудили «переворот» и пригрозили санкциями.